# Низов'я (Калінінградська область)
Низов'я (рос. Низовье) — селище Гур'євського міського округу, Калінінградської області Росії. Входить до складу Низовського сільського поселення.
Населення — 703 особи (2015 рік).

## Населення
| 2002 | 2010 |
| ---- | ---- |
| 706  | ↘703 |